# Prince Albert (Cabo Occidental)
Prince Albert es un municipio local sudafricano situado en el distrito de Central Karoo, en la provincia de Cabo Occidental.

## Superficie
Prince Albert tiene una superficie de 8153 km².

## Demografía
En 2022, tenía 17 836 habitantes, una densidad poblacional de 2,18 hab./km², y 4760 viviendas.